# Carlos Washington Yépez Naranjo
Carlos Washington Yépez Naranjo (ur. 15 października 1972 w Pallatanga) – ekwadorski duchowny katolicki, biskup Tulcán od 2023.

## Życiorys

### Prezbiterat
Święcenia kapłańskie przyjął 26 marca 2003 i został inkardynowany do diecezji Riobamba. 

### Episkopat
16 maja 2023 papież Franciszek mianował go biskupem diecezjalnym Tulcán. Sakry udzielił mu 22 lipca 2023 nuncjusz apostolski w Ekwadorze – arcybiskup Andrés Carrascosa Coso.